# 尼克松 (电影)
是1995年美国史诗传记剧情片，由奥利弗·斯通执导，斯通与克莱顿·汤森及安德鲁·瓦伊纳制片，斯通、克里斯托弗·威尔金森和斯蒂芬·J·里维耶编剧，克里斯托弗·舍尔和罗伯特·舍尔担任项目顾问。影片由安東尼·霍普金斯主演，还原了美国总统理查德·尼克森的政治生涯与个人生活。演出阵容还包括瓊·愛倫、安娜贝丝·吉什、瑪莉·雪登、白灵、鲍尔斯·布思、J·T·沃尔什、E·G·马歇尔、占士·活士、保羅·索維諾、鲍勃·霍斯金斯、拉里·哈格曼、艾德·哈里斯和大衛·海德·皮爾斯。多位政坛人物的影像也在影片中出现中，包括总统比尔·克林顿出席尼克森葬礼的电视转播画面。
影片把尼克森描绘得很复杂，许多地方亮眼之余，也存在着很大的缺陷。值得注意的是，影片开头提醒观众作品“改编自众多公开来源及不完整的历史记录”，“务求还原真相”。尽管口碑不俗，霍普金斯的表现获得一致好评，影片票房成绩还是遭遇滑铁卢，仅拿到2600万美元，无法收回4400万美元的制片成本，沦为票房炸弹。影片在第68届奥斯卡金像奖获得四项提名，包括最佳男主角（安东尼·霍普金斯）、 最佳女配角（琼·艾伦）、最佳原创音乐（约翰·威廉斯）和最佳原创剧本。
影片是斯通“美国总统三部曲”的第二部，前一部为四年前的《刺杀肯尼迪》，讲述约翰·F·肯尼迪遇刺案，后一部为13年后的《殊不簡單》，讲述乔治·沃克·布什的故事。

## 梗慨
1972年，白宫水管工闯入水门综合大厦，随后被警方逮捕。
一年半后，1973年12月，幕僚长亚历山大·黑格向理查德·尼克森提供一段录音，谈论水门事件引发的风波，以及约翰·埃德加·胡佛的死。提到牵涉到丑闻的约翰·迪恩、小詹姆斯·W·麦考德等人时，尼克森飚了脏话。黑格准备离开的时候，尼克森问他为什么不用手枪自杀，像光荣的士兵一样死去。之后尼克森打开录音机，过往经历涌上心头。
1972年6月23日，水门事件爆发一个礼拜后，H·R·霍尔德曼、约翰·埃利希曼与迪恩开会。埃利希曼和迪恩离开后，尼克森将“证据确凿”录音的事情告诉给霍尔德曼。
亨利·基辛格在影片中也发挥着重要角色。基辛格从颇有名望的教授晋升为总统国家安全事务助理和国务卿。片中，尼克森和幕僚就基辛格的真实身份爆发争论，觉得他要么是为了名声向媒体泄密的人，要么是谨遵总统命令的忠诚者。眼看其他内阁成员谴责基辛格泄密，尼克森无法对他置之不理。
仕途如日中天之时，尼克森回想起童年的生活，想起父母是如何养大他和哥哥弟弟们的，而大哥和三弟因肺结核而死，给尼克森带来了不可磨灭的影响。
影片展现尼克森个人生活及职业生涯的诸多方面，显示他和妻子酗酒、滥用处方药。尼克森还有健康问题，儿时当乞丐时患上静脉炎和肺炎在水门风波期间加重。
影片以猪湾事件作为比喻，暗示尼克森觉得自己对约翰·F·肯尼迪遇刺案负有一定的责任，这种感觉或是真实，或是虚假，具体表现在尼克森担任德怀特·艾森豪威尔副手时为猪湾事件创造的机制螺旋般失控，促成肯尼迪遇刺，并最终引爆水门事件。
影片以尼克森辞职、乘坐陆军一号离开白宫草坪作结。演职员表中，尼克森葬礼在加利福尼亚州约巴林达举行，杰拉尔德·福特、吉米·卡特、罗纳德·里根、乔治·赫伯特·沃克·布什等健在前总统及时任总统比尔·克林顿前去送行。

## 阵容
第一家庭
- 安東尼·霍普金斯 饰 理查德·尼克松
- 瓊·愛倫 饰 帕特·尼克森
- 安娜贝丝·吉什（英语：Annabeth Gish） 饰 朱莉·尼克森·艾森豪威尔
- 瑪莉·雪登 饰 特里西婭·尼克森·考克斯

白宫幕僚与内阁团队
- 占士·活士 饰 H·R·霍尔德曼，白宫幕僚长，尼克森最亲近的顾问。在伍兹的说服下，斯通将这种原计划给艾德·哈里斯的角色给了他[3]
- J·T·沃尔什（英语：J. T. Walsh） 饰 约翰·埃利希曼，内政顾问，第一个觉得尼克森偏执的人，认为他触犯法律
- 保羅·索維諾 饰 亨利·基辛格，国家安全顾问，后来任国务卿，被外界谣传是自私自利的泄密者
- 鲍尔斯·布思 饰 亚历山大·黑格，美国陆军上将，曾在基辛格麾下担任副国家安全顾问，水门事件期间担任白宫幕僚长
- E·G·马歇尔（英语：E. G. Marshall） 饰 约翰·N·米切尔，尼克森老朋友，后来任司法部长，第一个被安排收拾水门事件残局的人
- 大卫·帕默 饰 罗纳德·泽格勒，白宫新闻秘书，明面或暗地里受尼克森摆布
- 大衛·海德·皮爾斯 饰 约翰·迪恩（英语：John Dean），白宫法律顾问，首个就水门丑闻接受国会质询的人
- 凱文·鄧恩 饰 查尔斯·科尔森，白宫法律顾问兼联络办公室主任，也是尼克森最亲近的顾问
- 索尔·鲁比内克（英语：Saul Rubinek） 饰 赫伯特·克莱因，1960年到1962年任尼克森竞选活动新闻秘书，后来任通讯主任
- 费武什·芬克尔（英语：Fyvush Finkel） 饰 默里·乔蒂纳，尼克森的导师，尼克森1960年、1962年、1968年、1972年竞选活动的主任
- 詹姆斯·凯伦（英语：James Karen） 饰 威廉·P·罗杰斯，尼克森的国务卿，曾敦促尼克森不要轰炸柬埔寨。尼克森觉得他做事软弱，是泄密的人，不让他参加国际会议，改由基辛格负责
- 理查德·方西（英语：Richard Fancy） 饰 梅尔文·莱尔德，国防部长，同意罗杰斯不要轰炸柬埔寨的观点

尼克森的家人
- 玛丽·斯汀伯根 饰 汉娜·米尔豪斯·尼克森（英语：Hannah Milhous Nixon），尼克森的母亲，做事消极，但虔诚于貴格會
- 托尼·戈德溫 饰 哈罗德·尼克森，尼克森的哥哥，死于肺结核
- 汤姆·鲍尔（英语：Tom Bower (actor)） 饰 弗朗西斯·A·尼克森（英语：Francis A. Nixon），尼克森的父亲，为人霸道、蛮横
- 西恩·史東 饰 唐纳德·尼克森（英语：Donald Nixon），尼克森的弟弟
- 约书亚·普雷斯顿（Joshua Preston）饰 亚瑟·尼克森（Arthur Nixon），尼克森的弟弟
- 科里·卡里尔（英语：Corey Carrier） 饰 少年尼克森
- 大卫·巴里·格雷（David Barry Gray）饰 青年尼克森

白宫水管工
- 艾德·哈里斯 饰 E·霍华德·亨特（英语：E. Howard Hunt），前中情局特工，曾参与猪湾事件，后来以“水管工”名义混入白宫，敲诈政府成员，要求约翰·迪恩辞职
- 约翰·迪尔 饰 G.戈登·利迪（英语：G. Gordon Liddy）
- 罗伯特·贝尔特兰（英语：Robert Beltran） 饰 弗兰克·斯特吉斯（英语：Frank Sturgis）

其他
- 鲍勃·霍斯金斯 饰 約翰·埃德加·胡佛，中情局局长
- 布赖恩·贝德福德（英语：Brian Bedford） 饰 克萊德·托爾森，中情局副局长
- 马德琳·卡恩 饰 玛莎·比尔·米切尔（英语：Martha Beall Mitchell），约翰·米切尔的妻子，做事疯狂，喜欢社交，觉得尼克森的妻子是懦夫，玷污了夫家的名声。现实生活中，玛莎曾多次跟记者通电话，公开水门事件及他丈夫的秘密
- 爱德华·赫尔曼（英语：Edward Herrmann） 饰 纳尔逊·洛克菲勒，洛克菲勒家族成员，1964年总统竞选候选人，曾批评尼克森的意识形态太过极端。影片未提到纳尔逊后来成为杰拉尔德·福特的副总统
- 丹·赫达亚（英语：Dan Hedaya） 饰 特里尼·卡多萨（Trini Cardoza），原型为查尔斯·雷博佐（英语：Bebe Rebozo），尼克森密友
- 布里奇特·威尔逊（英语：Bridgette Wilson） 饰 珊迪（Sandy）
- 里克·扬 饰 毛泽东，中华人民共和国领导人
- 鲍里斯·西奇金（英语：Boris Sichkin） 饰 列昂尼德·勃列日涅夫，苏联领导人
- 山姆·華特斯頓 饰 理查德·赫尔姆斯（英语：Richard Helms）（仅在导演剪辑版中出现），中情局局长，与尼克森的交情可追溯到猪湾事件，比尼克森更加了解尼克森
- 托尼·罗·比安科（英语：Tony Lo Bianco） 饰 约翰尼·罗塞利（英语：John Roselli），尼克森在古巴时认识的黑帮，曾策划刺杀古巴领导人菲德尔·卡斯特罗
- 乔治·普林顿（英语：George Plimpton） 饰 总统律师
- 拉里·哈格曼（英语：Larry Hagman） 饰 约翰·琼斯（Jack Jones）[4]，虚构投资银行家、房地产大亨，身家过亿，在片中象征着“大公司”。该角色疑似影射曾会见尼克森的老克林特·默奇森（英语：Clint Murchison, Sr.），尽管他提到尼克森也和霍华德·休斯、H·L·亨特（英语：H. L. Hunt）等企业家有过交情[5]

## 制作

### 源起
曾为众议院外交事务委员会成员兼演讲撰稿人的埃里克·汉伯格（Eric Hamburg）一次和奥利弗·斯通共进晚餐的时候，提到了制作一部关于尼克森的电影的念头。当时尼克森手头上有两个开发中的项目，一个是音乐片《贝隆夫人》，一个是巴拿马独裁者曼纽尔·诺列加的传记片。趁两部作品还没有投入制作，尼克森将焦点投入到尼克森的传记片中。后来尼克森在1994年4月22日病逝，成了斯通决定拍摄这部电影的关键因素。斯通将影片推销给华纳兄弟，但对方觉得影片对白过多、动作戏太少，只会吸引到西装革履的老白男。
1993年，汉伯格向编剧斯蒂芬·J·里维耶提到影片的概念，表示会在影片中提到政治家都有的毛病，有些是人尽皆知的，有些是推断的。里维耶喜欢这个主意，碰巧他之前想过写同样主题的戏剧。在汉伯格鼓励下，里维耶与编剧搭档克里斯托弗·威尔金森将戏剧改成电影，在1993年11月写出大纲。两人构思出“野兽”的概念，这个概念被威尔金森认为是“在战后历史中挥之不去的无头怪物”，是约翰·肯尼迪、羅伯特·弗朗西斯·甘迺迪及马丁·路德·金遇刺与加越南战争共同作用下产生的黑暗势力，是尼克森大起大落的推手。斯通曾在一次采访中认为尼克森觉得“这头野兽”比自己想的更有威力，他们“无法深入探寻，但有多个暗示，譬如军工复合体、金钱的力量”。而在另一个采访中，斯通强调：
|  | 依我看来，这头野兽就是把大家消灭殆尽的体制，这个分权与制衡的体制本身就脱了轨，这个里面有金钱和市场的势力、国家与政府的势力、企业的势力（往往大过国家势力）、政治程序或金钱选举，还有主要保护现状及所有者利益的媒体 |

这个概念促使斯通制作《尼克松》，安排汉伯格聘请里维耶和威尔金森担任编剧。1993年秋季，斯通委托两人编写剧本初稿，两人在1994年6月17日水门事件周年纪念日当天递交初稿。斯通很喜欢他们的剧本，但觉得第三幕和结尾需要修缮。于是两人再写一稿，在8月9日尼克森辞职20周年当天提交。

### 前期制作
在汉伯格的帮助下，斯通潜心投入到研究工作中.。在汉伯格及演员霍普金斯和詹姆斯·伍兹的陪同下，斯通飞往华盛顿特区，采访健在的尼克森圈中人，包括律师伦纳德·加门特、司法部长艾略特·理查森及肯尼迪及约翰逊时期国防部长罗伯特·麦克纳马拉。导演还聘请水门事件关键人物亚历山大·巴特菲尔德处理总统文件，并出任顾问，确保椭圆形办公室里的场景得到真实还原。另外，斯通还接触前白宫副法律顾问约翰·西尔斯和约翰·迪恩，让两人确保剧本准确性，编写两个未署名的场景。巴特菲尔德也在影片中扮演白宫幕僚。为了研究他们的角色，鲍尔斯、布斯、大卫·海德·皮尔斯和保罗·索维诺都去找角色对应人物聊天，但J·T·沃尔什没有联系上约翰·埃利希曼，因为对方读过剧本初稿，不满意他在其中的形象，扬言起诉沃尔什。霍普金斯看了许多尼克森的纪录片，晚上睡觉的时候还放着尼克森的片子，让片子的内容深入潜意识他表示：“这样做可以接受所有消息，如果你足够放松，这种消息就会占据你的身体。”
斯通原本和摄政企业签订了三部电影的合约，包括《刺杀肯尼迪》、《天與地》和《天生杀人狂》。《天生杀人狂》大获成功后，摄政的老板阿农·米尔坎（Arnon Milchan）再跟斯通订三部电影，因此斯通可以拍摄成本不超过4250万美元的电影。斯通跟米尔坎透露拍摄《尼克松》的想法时，米尔坎不以为然，说只能给3500万美元的预算，觉得这样能让斯通打消念头。但斯通向匈牙利投资家安德鲁·瓦伊纳介绍这个项目，对方和华特迪士尼公司有联合投资协议。瓦伊纳的公司协同影业同意资助3800万美元。米尔坎听到消息后十分愤怒，声称《尼克松》属于斯通的三部电影合同，是自己的电影，扬言起诉。后来斯通给他支付数目不明的赔偿，他撤销案件。距离影片开拍还有一个礼拜，斯通拿下最终的预算。斯通与协同和迪士尼旗下的好莱坞影片签约，拿下4300万美元的制片预算。为了节省开支，斯通租用羅伯·雷納电影《美国总统》的白宫布景。

### 选角
片方不同意斯通为尼克森选择的演员，想要斯通最初选择的汤姆·汉克斯或杰克·尼科尔森。斯通还考虑过金·哈克曼、羅賓·威廉斯、加里·奧德曼和湯米·李·瓊斯。斯通还接触沃伦·比蒂，但对方希望剧本大改。最终，斯通选择在《告別有情天》和《影子大地》中表现突出的霍普金斯出演。斯通表示：“安东尼的孤独感让我印象深刻。我觉得这份孤独感是尼克森一直以来具有的品质。”霍普金斯见斯通的时候，斯通觉得他是“美国流行文化最出色的坏角色，放弃就太傻了”。霍普金斯被片中尼克森提到父母的戏份打动，最终决定接下角色。为了模仿尼克森的样貌，霍普金斯戴了假发和假牙。
比蒂考虑要不要接下这部电影的时候，坚持要和一位女演员一起研读剧本。后来琼·爱伦从纽约飞过来，比蒂跟斯通说琼是自己心目中扮演帕特·尼克森的合适人选。

### 主体拍摄
影片主体拍摄于1995年5月1日启动。前期拍摄于4月底展开，用于拍摄关于尼克森职业生涯的仿纪录片镜头。拍摄早期，霍普金斯被大量需要联系的对白吓倒，而这些对白在后期不断增加、改变，特别是他“出到外面”的时候，“去客串《解开心结》”的时候。索维诺觉得霍普金斯的口音完全错了，“还有改进的空间”，愿意帮忙。伍兹表示，索维诺跟霍普金斯说“完全错了”，自己是帮他解决问题的“专家”。据伍兹回忆，索维诺和霍普金斯一起吃午饭，当天中午就宣布退组。霍普金斯也跟斯通提出退组的想法，但被斯通挽留。演员们和他开善意的玩笑，其中伍兹表示“大家一直都说他在《驚魂記》的表演很出色，一直叫他帕金斯夫人而不是安东尼·霍普金斯爵士”。
1994年春，《时代杂志》披露影片剧本初稿把尼克森和肯尼迪遇刺案联系起来。这项事实建基于创作团队对各种消息来源的研究，包括尼克森主政时期的文件、抄本及数小时的影像画面。迪恩曾这样回应影片的准确性：“面对这样一部更为庞大的影片，事实需要得到准确反映。”在回应外界批评影片有需购材料的质疑时，斯通表示：“我们虚构的内容并非空穴来风或是凭空捏造，而是出自研究和口述。”尼克森总统图书馆负责人约翰·泰勒（John Taylor）公开了前中情局局长理查德·赫尔姆斯收到的剧本副本，扬言起诉剧组。对此，斯通以“艺术原因”为由，在院线版中剪掉赫尔姆斯的镜头，在家用媒体版中重现。
后期阶段，斯通安排剪辑师在三个房间剪辑，让影片从一个房间挪到一个房间，具体情况“取决于他们成不成功”。如果其中一位剪辑无法剪出来，就交由另一位负责。斯通说这部影片的后期是“我有史以来最为紧张的，比《刺杀肯尼迪》还要紧张，每个礼拜要把电影放三次，然而在48到72小时内进行修改，再放映，再在48小时内修改。”

### 音乐
| 評論得分   | 評論得分  |
| 來源       | 評分      |
| ---------- | --------- |
| Allmusic   | 3.5/5颗星 |
| Filmtracks | 2/5颗星   |
| Movie Wave | 4/5颗星   |

影片配乐由曾参与斯通电影《生于七月四日》和《刺杀肯尼迪》配乐的约翰·威廉斯创作。
| 尼克松 电影原声带（Nixon: Original Motion Picture Soundtrack） | 尼克松 电影原声带（Nixon: Original Motion Picture Soundtrack） | 尼克松 电影原声带（Nixon: Original Motion Picture Soundtrack） | 尼克松 电影原声带（Nixon: Original Motion Picture Soundtrack） | 尼克松 电影原声带（Nixon: Original Motion Picture Soundtrack） |
| 曲序                                                           | 曲目                                                           |                                                                | 作曲                                                           | 时长                                                           |
| -------------------------------------------------------------- | -------------------------------------------------------------- | -------------------------------------------------------------- | -------------------------------------------------------------- | -------------------------------------------------------------- |
| 1.                                                             | The 1960s: The Turbulent Years                                 |                                                                |                                                                | 5:01                                                           |
| 2.                                                             | Main Title... The White House Gate                             |                                                                |                                                                | 4:15                                                           |
| 3.                                                             | Growing Up in Whittier                                         |                                                                |                                                                | 2:40                                                           |
| 4.                                                             | The Ellsburg Break-in and Watergate                            |                                                                |                                                                | 2:40                                                           |
| 5.                                                             | Love Field: Dallas, November 1963                              |                                                                |                                                                | 4:51                                                           |
| 6.                                                             | Losing a Brother                                               |                                                                |                                                                | 3:17                                                           |
| 7.                                                             | 共和國戰歌                                                     | 朱莉亞·沃德·豪                                                 | 威廉·斯蒂夫                                                    | 1:03                                                           |
| 8.                                                             | Making a Comeback                                              |                                                                |                                                                | 2:20                                                           |
| 9.                                                             | Track 2 and the Bay of Pigs                                    |                                                                |                                                                | 4:46                                                           |
| 10.                                                            | The Miami Convention, 1968                                     |                                                                |                                                                | 3:18                                                           |
| 11.                                                            | The Meeting with Mao                                           |                                                                |                                                                | 3:09                                                           |
| 12.                                                            | "I Am That Sacrifice"                                          |                                                                |                                                                | 4:49                                                           |
| 13.                                                            | The Farewell Scene                                             |                                                                |                                                                | 5:00                                                           |

## 评价

### 票房
影片首周在北美514家影院上映，票房220万美元，最终在北美地区收获1360万美元，在海外收获2600万美元，全球票房共计4400万美元。

### 专业评价
汇总媒体烂番茄根据63条评论给影片打出75%的新鲜度，平均得分6.8/10。网站共识写道：“与主角在位时的经历一样，《尼克松》或许结尾得太快，但展现了一位魅力四射的政治人物的兴衰，内容引人入胜，演员表现出色。”Metacritic根据22条评论打出66/100的平均分，表示普遍好评。影院评分观众票选得分“B”（等级从A+到F）。
距影片上映还有两天，尼克森总统图书馆暨博物馆与尼克森家乡约巴林达代表尼克森的家人发表声明，声称影片旨在“诽谤、贬低总统及总统夫人在美国民众心目中的记忆”，部分内容“应被谴责”。声明提到已发布的剧本副本。另外，声明还批评斯通对尼克森私生活的展现，尤其是对尼克森童年的刻画，对尼克森策划暗杀菲德尔·卡斯特罗的展现。对此，斯通表示自己制作电影不是不怀好意，也不是诽谤，而是“更为全面地展现理查德·尼克森的生平和仕途，有功有过，有喜有悲，有他为国家乃至世界带来的遗产”。華特·迪士尼的女儿黛安·迪士尼·米勒致信尼克森的女儿，表示斯通“对你们的家庭、总统职位和美国历史造成了严重伤害”。斯通不觉得电影是对尼克森的最终陈述，而是“你开始阅读、开始自行调查的基础”。
部分影评人批评斯通描绘尼克森酗酒，尽管斯通说这些内容出自史蒂芬·安布羅斯、福恩·布罗迪和汤姆·威克的著作。影评人罗杰·埃伯特称赞影片让大家“对经典悲剧产生共鸣。悲剧需要英雄陨落，而《尼克松》的其中一个成就就在于证明伟大触手可及”。埃伯特将影片列入个人年度十佳电影榜单。《纽约时报》的珍妮特·马斯林称赞安东尼·霍普金斯演技出色，展现出“从外貌上看饱经风霜、做事呆板的形象，佝偻的身躯迸发出强大的力量
《旧金山纪事报》的迈克·拉萨尔（Mick LaSalle）认为影片的问题不在于准确性，在于荒谬，觉得霍普金斯扩张描绘尼克森是影片在概念和展现方面始终倒向政治阵营的关键。《時代雜誌》专栏作家理查德·科利斯（Richard Corliss）也提到霍普金斯的描绘：“然而，霍普金斯的表演十分失败。他既没有拿捏到尼克森低沉的男中音嗓音，屡次尝试走进暧昧关系不果，也没有（尼克森）职业登山家般的身材，（能像他那样）徒手爬山，尽管山不够高大。”《滾石》的彼得·崔維斯认为是影片是一部扣人心弦的心理剧，只是不要跟历史混淆。

### 奖项
影片在第68届奥斯卡金像奖获得四项提名，包括最佳男主角（安东尼·霍普金斯）、 最佳女配角（琼·艾伦）、最佳原创音乐（约翰·威廉斯）和最佳原创剧本。
《娱乐周刊》将影片列入“史上50大传记片”榜单第40位及“25大政治惊悚片”榜单第1位。

## 家用媒体
影片院线版DVD于1999年6月15日发行。2001年，影片导演剪辑版作为奥利弗·斯通系列电影DVD套装内容发行，全长212分钟，包括28分钟的未公开片段。新增片段包括尼克森会见中情局局长理查德·赫尔姆斯，以及女儿特里西娅结婚当天赫尔姆斯说服尼克森在椭圆形办公室安装录音设备。2002年，导演剪辑版以DVD形式单独发行，由華特迪士尼家庭娛樂公司发行（以好莱坞影业家庭娱乐公司的名义）。导剪版蓝光光碟于2008年8月19日发行，是影片在北美首个的变形宽银幕版本。